# Centro geográfico da Terra
O centro geográfico da Terra é o centro geométrico de todas as superfícies terrestres da Terra. Definido geometricamente, é o centroide de todas as superfícies terrestres dentro das duas dimensões da superfície do geoide, que se aproxima do formato externo da Terra. O termo centro de distância mínima especifica o conceito com mais precisão, pois o domínio é a superfície da esfera sem limites, e não o corpo tridimensional.
Explicando de outra forma, o centro geográfico da Terra é o ponto na superfície do planeta onde a soma das distâncias para todas as áreas terrestres é a menor possível. Imagine um avião com combustível infinito que sempre parte do mesmo local, viaja até diferentes pontos em terra e retorna. Se esse processo fosse repetido para todos os destinos possíveis, o local de partida que resultasse na menor soma total de distâncias seria o centro geográfico da Terra.
Sua definição de distância segue o caminho mais curto na superfície da Terra ao longo do círculo máximo (ortodromia).

## História do conceito
Ao longo da história, em diversas partes do mundo, muitos lugares reais e ilusórios foram identificados como axis mundi ou centros do mundo.
Em 1864, Charles Piazzi Smyth, Astrônomo Real da Escócia, forneceu em seu livro Our Inheritance in the Great Pyramid as coordenadas 30° 00′ N, 31° 00′ L, a localização da Grande Pirâmide de Gizé, no Egito. Ele afirmou que esse valor havia sido calculado "somando cuidadosamente todas as terras secas habitáveis pelo homem em todo o vasto mundo".
Em outubro daquele ano, Smyth propôs posicionar o meridiano principal na longitude da Grande Pirâmide, pois ali ele "passaria sobre mais terra do que [em] qualquer outra [localização]". Ele também argumentou sobre a importância cultural do local e sua proximidade com Jerusalém. No entanto, o comitê de especialistas que decidia a questão votou a favor de Greenwich, pois "muitos navios usavam o porto de Londres".
Em 1973, Andrew J. Woods, um físico da Gulf Energy and Environmental Systems em San Diego, Califórnia, utilizou um mapa global digital e calculou as coordenadas em um sistema mainframe como 39° 00′ N, 34° 00′ L, na Turquia, próximo ao distrito de Querxequir, na vila de Seyfe, aproximadamente 1 800 km ao norte de Gizé. Em 2003, um novo cálculo baseado em um modelo global de elevação digital obtido por medições de satélite, em ETOPO2, cujos pontos de dados estão espaçados a cada 2′ (3,7 km no equador), levou ao resultado ♁ 41° N, 35° E, validando assim o cálculo de Woods.

## Diferenciação de outras definições e cálculos

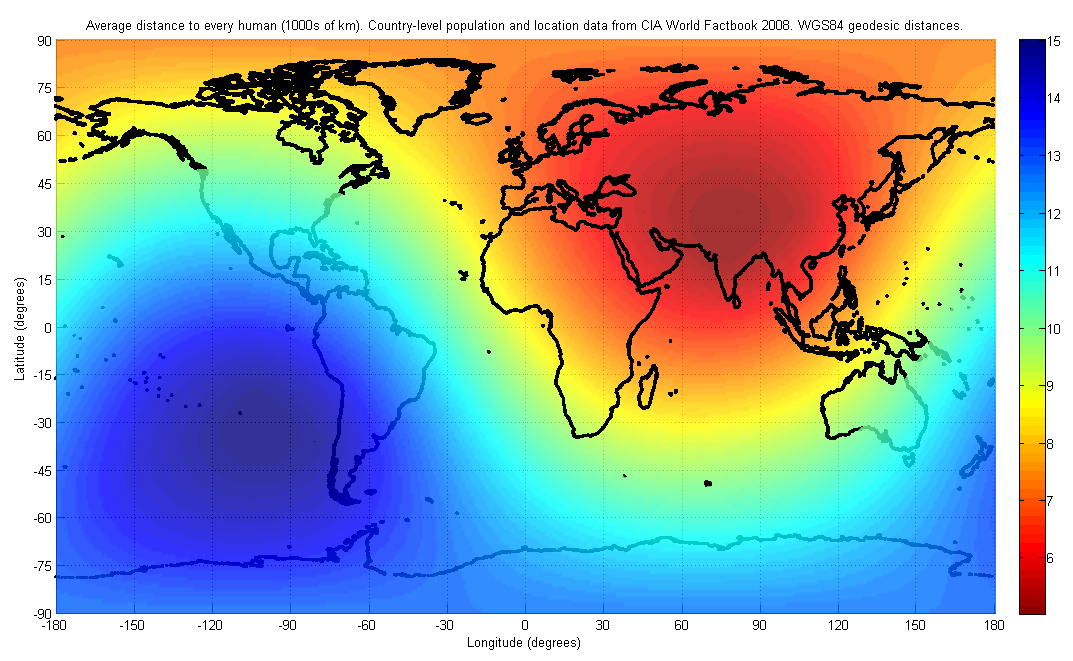
Apenas para fins representativos: O ponto na Terra mais próximo de todas as pessoas no mundo, em média, foi calculado como estando na Ásia Central, com uma distância média de 5 000 quilômetros. Seu ponto antípoda é, consequentemente, o local mais distante de todas as pessoas na Terra e está localizado no Oceano Pacífico Sul, próximo à Ilha de Páscoa, com uma distância média de 15 000 quilômetros. Os dados usados nesta figura são agrupados no nível do país e, portanto, são precisos apenas para distâncias em escala nacional, sendo bastante distorcidos em países maiores. Dados muito mais granulares — nível de quilômetro — estão agora disponíveis e podem ser comparados com este antigo exemplo de "livro didático"

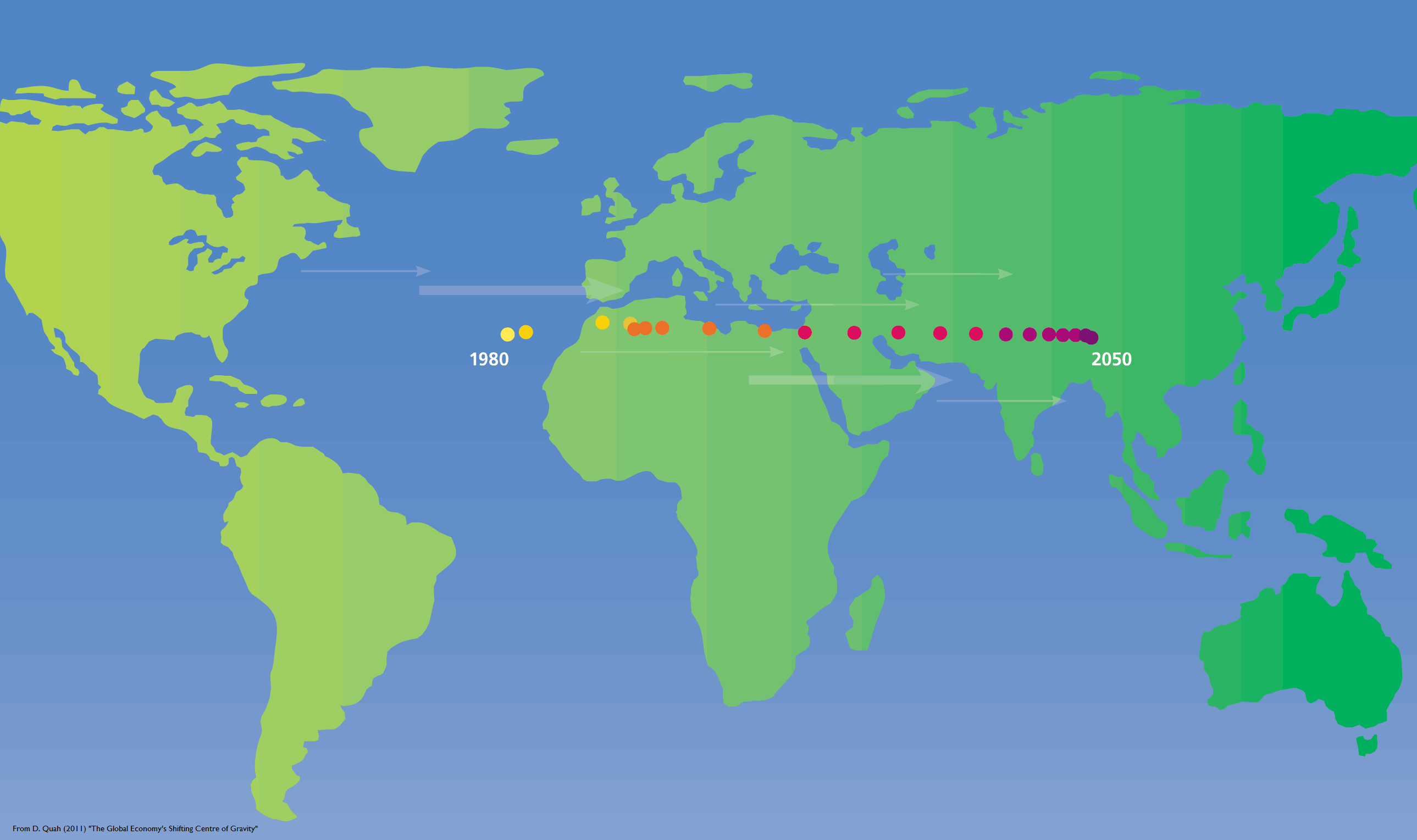
Deslocamento do centro de gravidade económico mundial desde 1980 e projetado até 2050

Existem várias definições de centros geográficos. As definições usadas pelas referências neste artigo referem-se a cálculos dentro das 2 dimensões de uma superfície, principalmente porque a superfície da Terra é o domínio da existência cultural humana. Outras definições referem-se a cálculos baseados em objetos tridimensionais, por exemplo, o centro de gravidade newtoniano de toda a Terra (baricentro físico) ou o centro de gravidade newtoniano considerando apenas os continentes como objetos tridimensionais de espessura uniforme. Esses centros podem ser encontrados dentro da Terra, principalmente perto de seu núcleo. Uma projeção desses centros em direção à superfície seria então uma definição alternativa do centro geográfico, alguns desses cálculos resultam em uma projeção de localização da superfície não muito distante do centro geográfico.